# Yuriko Handa
Yuriko Handa (半田 百合子?, Handa Yuriko; Tochigi, 31 marzo 1940) è una pallavolista giapponese, campionessa mondiale e olimpica.

## Carriera

### Club
.

### Nazionale
Ha fatto parte della squadra delle Streghe orientali, con le quali ha vinto il campionato mondiale del 1962 e le Olimpiadi estive del 1964 a Tokyo.